# Lukovdol
Lukovdol (lok. kajkavski tj. kekavski Ljukovdol), je selo u Gorskom kotaru, Primorsko-goranska županija. 

## Smještaj
Lukovdol se nalazi u sjeveroistočnom dijelu Gorskog kotara, na području Grada Vrbovsko, 5 km sjeverozapadno od Severina na Kupi, na nadmorskoj visini od 349 m. Smješteno je na županijsko prometnici, udaljen oko 2 km od stare Lujzijanske ceste koja povezuje Rijeku i Zagreb. 

## Zemljopis
Lukovdol je pokupsko naselje. Između Lukovdola i Kupe se uzdiže brdo Umol s najvišim vrhom Debeli rt (402 mnm). S južne strane je brdo Srednja gora (607 mnm). U daljnjoj okolini se ističu vrhovi Lovnik (902mnm), Vučnik (594 mnm) na kojem je smješten tv odašiljač, Litorić (877 mnm) gdje se nalazi šumarska, lovačka kućica (688 m). S vidikovca Orlova stijena (586mnm) se vidi veliki dio doline rijeke Kupe te sela slovenskog pokuplja.

## Gospodarstvo
Osnovu gospodarstva čini poljodjelstvo, prerada drveta te tekstilna industrija. 2003. g. u požaru je uništena lokalna pilana.
U Lukovdolu radi pošta, trgovina, kafić.
Očuvana priroda i ljepota krajolika, dolina rijeke Kupe,  planinarske staze, velike šumske površine, dobri su preduvjeti za razvoj turizma.

## Stanovništvo
Po zadnjem popisu stanovništva iz 2001. godine u Lukovdolu je živjelo 157 stanovnika, s okolnim selima 287.
Obližnja manja sela jesu: Blaževci, Dolenci (Grišniki), Draga Lukovdolska, Gorenci, Lesci, Nadvučnik, Plemenitaš, Podvučnik, Rtić, Štefanci, Vučnik, Zapeć, Zaumol.
Lukovdolski kraj, kao i čitav Gorski kotar, već više od stotinu godina je izrazito depopulacijsko područje. Do toga osobito dovodi kontinuirano iseljavanje žitelja iz tih krajeva poglavito u velike gradove Rijeku, Karlovac, Zagreb. Po popisu iz 1890. godine u Lukovdolu živjelo 437 stanovnika.
| broj stanovnika | 423   | 349   | 437   | 437   | 394   | 319   | 286   | 281   | 306   | 293   | 274   | 288   | 219   | 256   | 157   | 129   | 104   |
|                 | 1857. | 1869. | 1880. | 1890. | 1900. | 1910. | 1921. | 1931. | 1948. | 1953. | 1961. | 1971. | 1981. | 1991. | 2001. | 2011. | 2021. |

## Povijest
Prvi podaci o Lukovdolu postoje u Modruškim Urbanima. U to vrijeme Lukovdol je kao i susjedni Severin pripadao Modruškoj biskupiji i imao istu vlastelu, Frankopane (knezove Krčke). Lukovdol se spominje 1450. godine nakon raspodjele dobara Frankopana.
Nešto kasnije, 1486. godine, navode se Lukovdol, Vrbovsko, Gomirje i Bosiljevo kao vlasništvo kneza Bernardina Frankopana. Spominje se i 1558. godine pri popisu štete od Turskih pljački i uništavanja kojom prilikom se navodi da je lokalna crkva bez zvonika, a spominju se i sela Gornja i Donja, danas Gorenci i Dolenci, te Kula koja je vjerojatno bila na mjestu današnje kuće „Flajnikovih“ za koju još i danas u zemljišnim knjigama piše da im je kuća i dvorište u Kuli. Kula je služila kao utočište i obrana lokalnog stanovništva od čestih Turskih prodora u ove krajeve.
U Severinu je iz tog doba i dvorac vlastele. Kako bi se smjenjivali vlasnici dvorca smjenjivali bi se i gospodari ovih krajeva. Propašću Zrinskih-Frankopana 1671. godine dvorac preuzima grofovska obitelj Oršić u cijem je vlasništvu od 1682. – 1823. godine. Potom ga kupuje plemić Ambroz Vranićan. Ni za Oršića ni za Vranićanija uvjeti života u Lukovdolskom kraju nisu bili lagani. Nakon Vranićana dvorac posjeduje zagrebački poduzetnik Vladimir Arko od 1932. – 1945. godine. Nakon Drugog svjetskog rata dvorac je nacionaliziran, a sada je u vlasništvu Grada Vrbovskog, no, zbog nedostatka kapitalnih ulaganja, u ruševnom je stanju.

## Pruga
Zanimljiv je podatak da je pokraj Lukovdola trebala prolaziti željeznička pruga koja bi povezivala Črnomelj u susjednoj Sloveniji i Vrbovsko te dalje prema Rijeci. Godine 1939. započeti su radovi na dijelu od Severina prema Stubici, tako da su u blizini Lukovdola još i danas vidljivi nedovršeni dijelovi trase. Tunel Lovnik čak je i probijen. Međutim, nakon Drugog svjetskog rata više nije bilo interesa za izgradnju te pruge.

## Znamenitosti
Lukovdol je najpoznatiji po rodnoj kući pjesnika Ivana Gorana Kovačića. Tu se svake godine održava pjesnička manifestacija Goranovo proljeće.
U središtu mjesta je crkva Uznesenja Blažene Djevice Marije. Po Modruškim urbanima crkva je postojala već oko 1550. godine, ali je usred turskih nasrtaja porušena nekoliko puta. Današnja je sagrađena 1604. godine na temeljima stare. U to vrijeme nastaje i župa Lukovdol. Pod župu Lukovdol spadaju crkve u Rtiću, Damlju, Osojniku i Velikom Jadrču te kapele u Močilama i Severinu. Župa ima oko 300 domaćinstava s oko 900 župljana. Dan crkve slavi se 15. kolovoza.
U zaseoku Rtiću, sjeveroistočno od Lukovdola, je crkva sv. Franje Ksaverskog. Iz 17. je stoljeća i jedna je od najstarijih crkava u ovom dijelu Gorskog kotara. Nakon godinama propadanja crkva je nedavno obnovljena. Dan crkve je 3. prosinca.
U susjednom Severinu na Kupi su ruševine Frankopanskog dvorca.

## Obrazovanje, kultura, šport
U selu postoji škola, Memorijalni muzej I. G. Kovačić, vatrogasni dom, dom kulture, igraonica za djecu, amfiteatar sa spomenikom Goranu, nogometno igralište.
Muzej u Lukovdolu ima naziv po pjesniku Ivanu Goranu Kovačiću i u njegovoj je rodnoj kući koja se nalazi u središtu mjesta preko puta crkve na broju 8. Na kući je memorijalna ploča. U blizini muzeja na maloj uzvisini smješten je amfiteatar i spomenik I. G. Kovačiću. U neposrednoj blizini je i dom kulture, u kome se održavaju manifestacije, priredbe i slično. Muzej je nekada bio je u sklopu "narodne revolucije" i nije bio stalno otvoren. Početkom devedesetih dio je Hrvatskog povjesnog muzeja, a 2003. godine je otvorena stalna izložba. Kuću je sagradio Goranov djed 1905. godine jer je prijašnja stradala u požaru. Obnovljena je 1932. godine. 
Škola u Lukovdolu sagrađena je 1874. godine. Također ima naziv po spomenutom pjesniku koji se u njoj i školovao. To je područna škola, nastava se odvija za prva tri razreda. Nalazi se u središtu sela preko puta crkve.  

## Kekavica
Kekavica je oblik kajkavskog narječja koji se govori u Lukovdolu. Ke je lokalna verzija upitno-odnosne zamjenice što, čija je upotreba specifična isključivo za lukovdolski kraj jer već se već u obližnjim selima kaže Kaj. Osim toga govori okolnih naselja imaju i mnogo odlika čakavskog narječja. 
Osim zamjenice Ke, Ljukovski govor obilježava i dijelom čakavski, a ponekad belokranjskim naglasak. Neke od riječi na kekavici su: ljuk-luk, gljuh-gluh, pljug-plug, se-sve, čeresnja-trešnja, gdo-tko, droban-sitan, glibok-dubok, plovan-župnik, sakojake-svakakve, vavek-uvijek, vre-već, fkrasti-ukrasti itd.
U doba Ilirskih provincija 1809. – 1813. godine došlo je do značajnih promjena u Ljukovskom govoru uglavnom zbog doseljavanja novog stanovništva. Uz starosjedilačka prezimena Babić, Lesac, Vrbanac, javljaju se i nova prezimena Kobe, Maršal, Gerve. Ipak, najveće promjene događaju se u suvremeno doba jer specifična lukovdolska kekavica zbog globalizacije postupno nestaje.

## Udruge
Nekoliko je udruga koje aktivno djeluju: DVD Lukovdol, Udruga žena "pri Kupe", Dječja udruga Krijesnice, lovačko društvo Lipov vrh.
DVD Lukovdol ima oko 70 članova. Prilikom intervencija djeluje na području Lukovdola i obližnjih mjesta. Vatrogasni Dom nalazi se u središtu mjesta. Svečano je otvoren 2006. godine nakon višegodišnjih radova. Službeno se godinom osnivanja DVD-a drži 1931., ali postoje i podaci prema kojima je formirano puno ranije, krajem 19. stoljeća.

## Poznate osobe
- Ivan Goran Kovačić (1913. – 1943.), književnik i partizan.
- Slavko Modrijan (20. srpnja 1909. – 7. travnja 1985.), glazbeni pedagog i skladatelj, dirigent dječjih zborova, profesor glazbene umjetnosti u Slavonskom Brodu.[4]